# تشنفا
تِشِنفا (به مجاری:  Tésenfa) یک سکونتگاه مسکونی در مجارستان است که در بارانیا واقع شده‌است.